# Love Emotion
『Love Emotion』は、日本の演歌歌手坂本冬美のカバー・アルバムである。2021年10月27日発売。発売元はユニバーサル ミュージック ジャパン 。

## 背景
本作発売のきっかけは2020年11月にサザンオールスターズの桑田佳祐から楽曲提供によって発売した「ブッダのように私は死んだ」で、「情念」をコンセプトに発売された。本作ではポップスの情念楽曲に焦点を当てている。

## 収録曲
| #         | タイトル                     | 作詞       | 作曲       | 編曲               | オリジナル            | 時間  |
| --------- | ---------------------------- | ---------- | ---------- | ------------------ | --------------------- | ----- |
| 1.        | 「ブッダのように私は死んだ」 | 桑田佳祐   | 桑田佳祐   | 桑田佳祐、片山敦夫 | 坂本冬美              | 05:02 |
| 2.        | 「ひとり咲き」               | ASKA       | ASKA       | 萩田光雄           | CHAGE and ASKA        | 04:41 |
| 3.        | 「恋人よ」                   | 五輪真弓   | 五輪真弓   | 若草恵             | 五輪真弓              | 04:00 |
| 4.        | 「ヒナギク 」                | 鬼束ちひろ | 鬼束ちひろ | 坂本昌之           | 鬼束ちひろ            | 05:47 |
| 5.        | 「わかれうた」               | 中島みゆき | 中島みゆき | 若草恵             | 中島みゆき            | 03:58 |
| 6.        | 「哀歌 (エレジー)」          | 平井堅     | 平井堅     | 船山基紀           | 平井堅                | 05:16 |
| 7.        | 「木蘭の涙」                 | 山田ひろし | 柿沼清史   | 萩田光雄           | スターダスト☆レビュー | 04:24 |
| 8.        | 「難破船」                   | 加藤登紀子 | 加藤登紀子 | 坂本昌之           | 中森明菜              | 04:43 |
| 9.        | 「真夏の夜の夢」             | 松任谷由実 | 松任谷由実 | 船山基紀           | 松任谷由実            | 04:46 |
| 10.       | 「傷心」                     | 大友裕子   | 大友裕子   | 坂本昌之           | 大友裕子              | 04:47 |
| 11.       | 「メロディー」               | 玉置浩二   | 玉置浩二   | 坂本昌之           | 玉置浩二              | 04:51 |
| 合計時間: | 合計時間:                    | 合計時間:  | 合計時間:  | 合計時間:          | 合計時間:             | 52:19 |